# Luciferijanstvo
Luciferijanstvo, ili luciferijanizam, sistem je vjerovanja koji poštuje suštinske karakteristike koje su vezane za Lucifera. Tradicija, pod uticajem gnosticizma, Lucifera obično ne poštuje kao đavola, nego kao razarača, čuvara, oslobodioca, donosioca svjetlosti ili vodećeg duha u tami ili čak pravog boga nasuprot Jehovi.

## Literatura
- Philips, Julia (2012). Madeline Montalban: The Magus of St. Giles. Bloomsbury, London: Neptune Press. ISBN 978-0-9547063-9-5.